# ГЕС Шінго 1, 2
ГЕС Шінго 1, 2 (新郷発電所) — гідроелектростанція в Японії на острові Хонсю. Знаходячись між малою ГЕС Котані (3,3 МВт, вище по течії) та ГЕС Санго 1, 2, входить до складу каскаду на річці Агано, яка впадає до  Японського моря у місті Ніїгата.
В межах проекту річку перекрили бетонною гравітаційною греблею висотою 28 метрів та довжиною 219 метрів, яка потребувала 107 тис. м3 матеріалу. Вона утримує водосховище з площею поверхні 3,48 км2 та об'ємом 22,7 млн м3 (корисний об'єм 6,4 млн м3).
Введений в експлуатацію у 1939 році перший машинний зал розташовується ліворуч від греблі. Він обладнаний чотирма турбінами типу Каплан загальною потужністю 51,6 МВт, які використовують напір у 19,8 метра. Вода до нього подається через чотири водоводи зі спадаючим діаметром від 5,5 до 4,4 метра.
В 1984 році праворуч від греблі став до ладу другий машинний зал з однією турбіною типу Каплан потужністю 40,6 МВт (номінальна потужність черги рахується як 38,8 МВт), розрахованою на використання напору у 22,5 метра. Вода до цього залу подається по водоводу діаметром 11,5 метра.